# Кыргызстан на зимних Олимпийских играх 2018
Кыргызстан на зимних Олимпийских играх 2018 года был представлен двумя спортсменами в двух дисциплинах лыжного спорта. На церемонии открытия право нести национальный флаг было доверено лыжнику Тариэлю Жаркымбаеву, а на церемонии закрытия флаг нёс горнолыжник Евгений Тимофеев. По итогам соревнований сборная Кыргызстана, принимавшая участие в своих седьмых зимних Олимпийских играх, вновь осталась без медалей.

## Состав сборной
Горнолыжный спорт
1. Евгений Тимофеев

 Лыжные гонки
1. Тариэль Жаркымбаев

## Результаты соревнований

### Лыжные виды спорта

#### Горнолыжный спорт
Квалификация спортсменов для участия в Олимпийских играх осуществлялась на основании специального квалификационного рейтинга FIS по состоянию на 21 января 2018 года. При этом НОК для участия в Олимпийских играх мог выбрать только того спортсмена, который вошёл в топ-500 олимпийского рейтинга в своей дисциплине, и при этом имел определённое количество очков, согласно квалификационной таблице. Страны, не имеющие участников в числе 500 сильнейших спортсменов, могли претендовать только на квоты категории «B» в технических дисциплинах. По итогам квалификационного отбора сборная Кыргызстана завоевала олимпийскую лицензию категории «B» в мужских соревнованиях, благодаря удачным выступлениям Евгения Тимофеева.
Мужчины
| Соревнование      | Спортсмены       | Скоростной спуск/ 1 спуск | Скоростной спуск/ 1 спуск | Слалом/ 2 спуск | Слалом/ 2 спуск | Всего   | Место | Отставание |
| Соревнование      | Спортсмены       | Время                     | Место                     | Время           | Место           | Всего   | Место | Отставание |
| ----------------- | ---------------- | ------------------------- | ------------------------- | --------------- | --------------- | ------- | ----- | ---------- |
| слалом            | Евгений Тимофеев | 1:01,56                   | 49                        | 1:02,37         | 40              | 2:03,93 | 40    | +24,94     |
| гигантский слалом | Евгений Тимофеев | 1:20,90                   | 72                        | 1:20,13         | 63              | 2:41,03 | 63    | +22,99     |

#### Лыжные гонки
Квалификация спортсменов для участия в Олимпийских играх осуществлялась на основании специального квалификационного рейтинга FIS по состоянию на 21 января 2018 года. Для получения олимпийской лицензии категории «A» спортсменам необходимо было набрать максимум 100 очков в дистанционном рейтинге FIS. При этом каждый НОК может заявить на Игры 1 мужчину и 1 женщины, если они выполнили квалификационный критерий «B», по которому они смогут принять участие в спринте и гонках на 10 км для женщин или 15 км для мужчин. По итогам квалификационного отбора сборная Кыргызстана завоевала одну мужскую олимпийскую лицензию категории «B» в спринте, благодаря успешным выступлениям Тариэля Жаркымбаева.
На Играх в Пхёнчхане Тариэль Жаркымбаев в спринтерской гонке, дистанция которой составляла 1,4 км, занял 78-е место, опередив лишь македонца Ставре Яда. От победителя квалификации финна Ристоматти Хаколы киргизский лыжник отстал почти на минуту.
Спринт
| Соревнование | Спортсмены         | Квалификация | Квалификация | Четвертьфинал        | Четвертьфинал        | Четвертьфинал        | Полуфинал            | Полуфинал            | Полуфинал            | Финал                | Финал                | Итоговое место |
| Соревнование | Спортсмены         | Результат    | Место        | Заезд                | Результат            | Место                | Заезд                | Результат            | Место                | Результат            | Место                | Итоговое место |
| ------------ | ------------------ | ------------ | ------------ | -------------------- | -------------------- | -------------------- | -------------------- | -------------------- | -------------------- | -------------------- | -------------------- | -------------- |
| спринт       | Тариэль Жаркымбаев | 4:05,99      | 78           | завершил выступление | завершил выступление | завершил выступление | завершил выступление | завершил выступление | завершил выступление | завершил выступление | завершил выступление | 78             |